# Parka

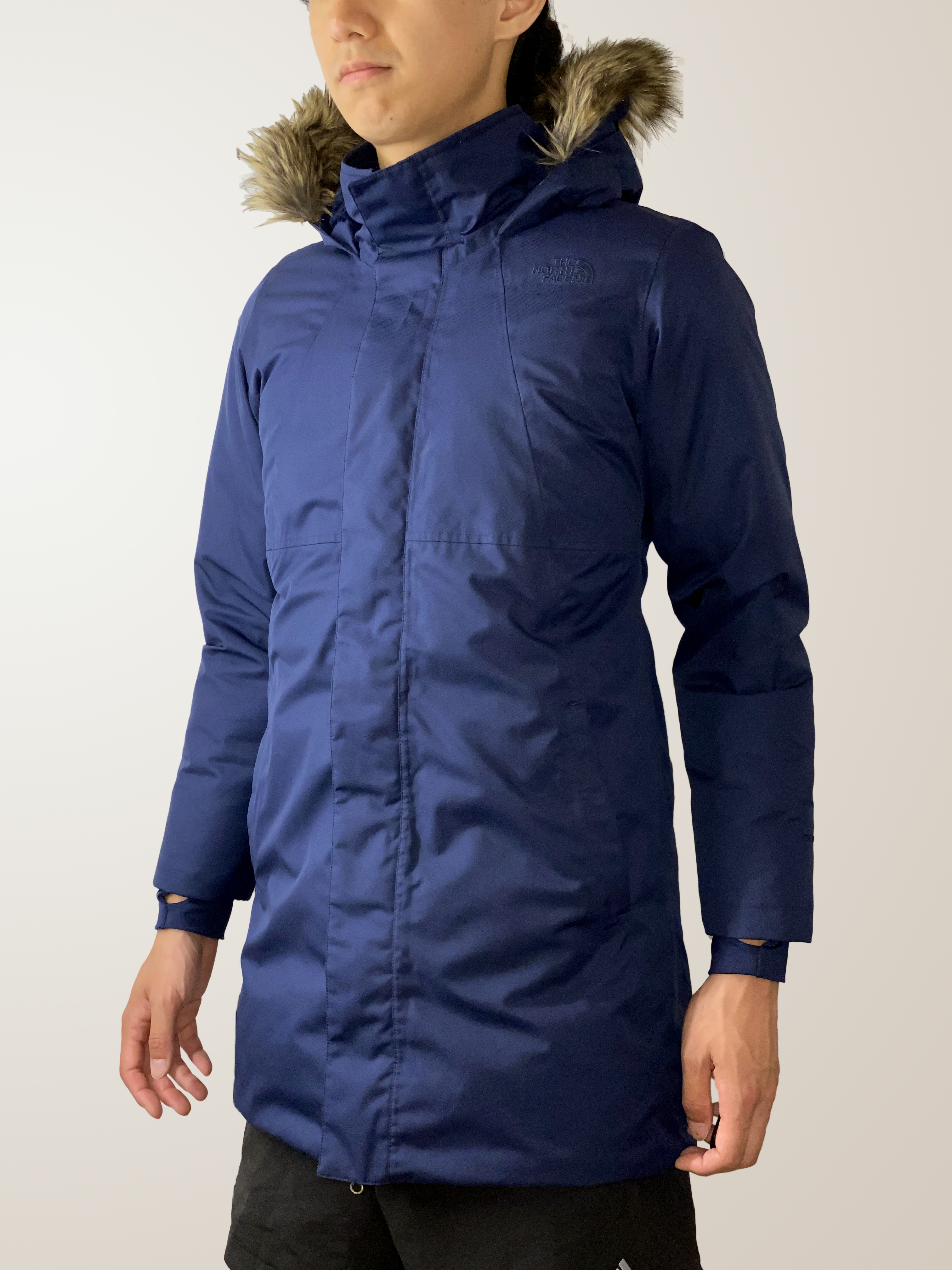
Parka

Parka – dłuższa kurtka wypełniona naturalnym lub syntetycznym puchem, z wyściełanym futrem kapturem.